# Vladimír Ptáček
Vladimír Ptáček (Prága, 1954. november 7. – 2019. augusztus 13.) Európa-bajnoki bronzérmes csehszlovák válogatott cseh kosárlabdázó.

## Pályafutása
1973 és 1982 között a Slavia VŠ Praha, 1982–83-ban a Dukla Olomouc, 1983 és 1986 között ismét a Slavia kosárlabdázója volt. Három csehszlovák bajnoki címet, két ezüst- és egy bronzérmet szerzett a Slaviával. 1976 és 1983 között 157 mérkőzésen szerepelt a csehszlovák válogatottban. Részt vett az 1976-os montréali olimpián, ahol hatodik helyen végzett a csapattal. Tagja volt az 1977-es Európa-bajnoki bronzérmes válogatottnak.

## Sikerei, díjai
- Európa-bajnokság
  - bronzérmes: 1977
- Csehszlovák bajnokság
  - bajnok (3): 1974, 1981, 1982
  - 2. (2): 1976, 1977
  - 3. (2): 1975, 1978